# Зубовка (Астраханская область)
Зу́бовка — село в Черноярском районе Астраханской области, входит в Черноярский сельсовет.

## География
Село находится на правом берегу реки Волги в 10 км севернее районного центра, на 1125-м км трассы Москва-Астрахань. Населённый пункт находится в степной местности. В селе проживают жители многих национальностей.

## История
Село Зубовка (хозяйство «Мичуринское») — «владельческое» село из крепостных крестьян графа Зубова (фаворита Екатерины II). Население — русские, потомки переведенных сюда, на важный Московский тракт, из центральных губерний России.
В 1790 году у бывшего владельца купил граф Зубов эти земли и основал деревню Золотозубовку. В течение 100 лет деревня оставалась маленькой, всего 67 дворов с населением 300 человек. Была деревянная церковь, 3 мельницы. Население занималось скотоводством и земледелием. В 1908 году астраханские купцы Губин и Цветков строили собор в Золотозубовке.
В 1910-1912 годах в Золотозубовке был построен Воскресенско-Мироносицкий женский монастырь. Женщин в монастыре было около 300 человек, занимались животноводством, огородом, садом, занимались шитьем. При монастыре был детский приют. После революции в 1917 году и гражданской войны монахини разъехались, на территории монастыря был организован детский дом. Сейчас монастырь возрождается.
В 1929 году был разработан план строительства Волго — Ахтубинского совхоза, который был назван совхозом им. Микояна, в 1957 году переименован в совхоз им. Мичурина, который просуществовал до 1991 года.
6 августа 2004 года в соответствии с Законом Астраханской области № 43/2004-ОЗ муниципальное образование «Село Зубовка» наделено статусом сельского поселения.
C 1 сентября 2016 года входит в Черноярский сельсовет.

## Население
| 2002 | 2010  | 2012  | 2013  | 2014  | 2015  |
| ---- | ----- | ----- | ----- | ----- | ----- |
| 1423 | ↘1352 | ↘1337 | ↗1365 | ↘1358 | ↘1351 |

## Учреждения села
- Почтовое отделение
- Школа
- Женский монастырь

## Экономика
Основной занятостью населения является сельское хозяйство, садоводство, рыболовство и скотоводство. Также в селе есть ИП.